# Daphnandra dielsii
Daphnandra dielsii là một loài thực vật có hoa trong họ Atherospermataceae. Loài này được G.Perkins miêu tả khoa học đầu tiên năm 1911.